# Гомельське Полісся

Гомельське Полісся

Гомельське Полісся (біл. Гомельскае Палессе) — фізико-географічний округ Білоруського Полісся, включає частку Придніпровської низовини, що заходить з боку України. Розташоване на сході Гомельської області в Гомельському, Добруському, Лоєвському, Брагінському, Хойницькому, Наровлянському, Речицькому, Жлобінському, Свєтлогорському районах, і частково у Калинковицькому, Октябрському, Рогачовському, Буда-Кошелевському, Чечерському та Вітківському районах. Межує з Центральноберезинською та Чечерською рівнинами на півночі, Мозирським та Прип'ятським Поліссям на заході, Чернігівським Поліссям на півдні та Брянськими рівнинами на сході.

## Геологія
У тектонічному відношенні територія відноситься до Прип'ятського прогину, на крайньому півдні — до Українського щита і на південному сході — до Воронезької антеклізи.